# Ruffian (cheval)
Pour les articles homonymes, voir Ruffian.
Ruffian (1972–1975) est un cheval de course américain, membre du Hall of Fame des courses américaines. Phénomène sur les pistes[style à revoir], sa mort tragique en course suscite une vive émotion. 

## Carrière en courses
Née à Claiborne Farm dans le Kentucky, Ruffian a été élevée par Stuart S. Janney Jr. et Barbara Phipps Janney puis confiée à l'entraîneur Frank Y. Whiteley Jr. et au jockey panaméen Jacinto Vásquez. Dès ses débuts, cette pouliche au physique hors normes, mesurant 165 cm au garrot, laissa une impression exceptionnelle : elle remporta son maiden à Belmont Park, le 22 mai 1974, de 15 longueurs, record de la piste à la clé, de la même manière qu'elle allait remporter toutes ses courses par la suite, tête et corde, sans attendre ses adversaires, incapables de toute façon de suivre son rythme. Bis repetita dans sa deuxième course, les Fashion Stakes, encore à Belmont Park et encore sur 1 100 mètres : une victoire par 7 longueurs, et un chrono quasiment identique. Fin juillet, Ruffian se mesure pour la première fois à l'élite dans les Sorority Stakes, un groupe 1, notamment face à Hot'n Nasty, une pouliche réputée. Elle devance celle-ci de 2 1⁄2 longueurs, reléguant la troisième à 22 longueurs. Mais pour la première et dernière fois de sa carrière, la pouliche est sollicitée à la cravache par son jockey : il s'avère qu'elle était légèrement malade, toussant au lendemain de la course. Après une hésitation, Whiteley confirma son engagement dans les Spinaway Stakes, un autre groupe 1 disputé à Saratoga Springs. Nouvelle démonstration : victoire par 12 3⁄4 longueurs, dans un temps exceptionnel, 1'08"60 sur 1 200 mètres. Mais le lendemain, nouvelle alerte, cette fois la pouliche semble souffrir d'une jambe, et un examen vétérinaire diagnostique une fêlure. Jacinto Vásquez confirme par la suite que l'incident s'était produit pendant la course. Cette blessure laisse Ruffian sur le carreau pour le reste de la saison, mais ses cinq brillantes victoires lui assurent le titre de Meilleure pouliche de 2 ans aux États-Unis.   
En 1975, Ruffian fait son retour par une victoire facile dans une petite course, puis une autre dans les Comely Stakes, une nouvelle fois en signant le record du parcours. Ruffian a 3 ans, et son style dévastateur n'est en rien élimé. Elle s'attaque à la triple couronne new-yorkaise des pouliches, constituée des Acorn Stakes, des Mother Goose Stakes et des Coaching Club American Oaks. À chaque fois, c'est une démonstration : victoire par 8 1⁄2 longueurs et record (1'34"40 sur le mile) dans les Acorn Stakes ; victoire par 13 1⁄2 longueurs et record dans les Mother Goose Stakes ; victoire par 2 3⁄4 longueurs et record dans les American Oaks (2'27"80 sur 2 400 mètres). 10 courses, 10 victoires, sur des distances allant de 1 100 m à 2 400 m, avec une marge moyenne de 8 longueurs sur ses adversaires ; huit « stakes » et autant de records battus : ce dragster surpuissant semble venir d'une autre planète. Mais celle dont Lucien Laurin, l'entraineur du légendaire Secretariat, déclare à la presse qu'elle était « peut-être meilleure que Secretariat », doit encore tout affronter les mâles.    
Et ce sera un mâle, un seul, Foolish Pleasure, dans une course créée spécialement à Belmont Park. L'idée avait été d'inviter les gagnants des épreuves de la Triple Couronne à se mesurer à Ruffian. Mais de Master Derby (Preakness Stakes), Avatar (Belmont Stakes) et Foolish Pleasure, seul ce dernier, lauréat du Kentucky Derby, relève le défi. C'est donc à un mano a mano qu'assistent 50 000 spectateurs et 20 millions de téléspectateurs, ce 6 juillet 1975. Ruffian, sous la selle de Jacinto Vásquez (qui avait monté Foolish Pleasure dans le Derby, mais a décidé cette fois de s'associer à la pouliche, le poulain étant monté par son compatriote le grand Braulio Baeza) s'élance et prend l'avantage comme à son habitude. Mais au bout de 600 mètres, elle s'arrête brutalement : les deux os sésamoïde de son antérieur droit viennent de se briser. Ruffian est envoyée à un hôpital vétérinaire pour y être aussitôt opérée durant trois heures. Mais la pouliche connait un réveil très agité et brise son plâtre, anéantissant le travail des chirurgiens. Le 7 juillet, l'équipe médicale n'a d'autre choix que de l'euthanasier. 
Ainsi meurt celle qui fut élue, à titre posthume, meilleure pouliche de 3 ans, le titre de cheval de l'année revenant à l'insubmersible Forego. Admise au Hall of Fame des courses américaines un an après sa mort, quand les candidats ne peuvent être élus que cinq ans après leur retraite (seul Secretariat a connu une pareille dérogation d'honneur), Ruffian occupe la 35e place dans le classement des 100 meilleurs chevaux de l'histoire des courses américaines au XXe siècle établi par le magazine The Blood-Horse, ce qui fait d'elle la pouliche la mieux classée et donc, selon le Blood-Horse, la meilleure pouliche américaine du siècle. Elle est également classée 53e (et seul non-humain) dans le classement des 100 athlètes féminines du XXe siècle, par le magazine Sports illustrated.

### Résumé de carrière
| Date        | Hippodrome    | Pays        | Course                      | Statut      | Distance    | Jockey       | Place       | Écart       | Vainqueur ou deuxième |
| 1974, 2 ans | 1974, 2 ans   | 1974, 2 ans | 1974, 2 ans                 | 1974, 2 ans | 1974, 2 ans | 1974, 2 ans  | 1974, 2 ans | 1974, 2 ans | 1974, 2 ans           |
| ----------- | ------------- | ----------- | --------------------------- | ----------- | ----------- | ------------ | ----------- | ----------- | --------------------- |
| 9 avril     | Belmont Park  | États-Unis  | Maiden Special Weight       |             | 1 100 m     | J. Vásquez   | 1er / 10    | 15          | Suzest                |
| 19 avril    | Belmont Park  | États-Unis  | Fashion Stakes              | Gr. 3       | 1 100 m     | J. Vásquez   | 1er / 6     | 6 ¾         | Copernica             |
| 2 mai       | Aqueduct      | États-Unis  | Astoria Stakes              | Gr. 3       | 1 100 m     | V. Bracciale | 1er / 4     | 9           | Laughing Bridge       |
| 24 mai      | Monmouth Park | États-Unis  | Sorority Stakes             | Gr. 1       | 1 200 m     | J. Vásquez   | 1er / 4     | 2 ¾         | Hot N' Nasty          |
| 6 juin      | Saratoga      | États-Unis  | Spinaway Stakes             | Gr. 1       | 1 200 m     | V. Bracciale | 1er / 4     | 12 ¾        | Laughing Bridge       |
| 1975, 3 ans |               |             |                             |             |             |              |             |             |                       |
| 14 avril    | Aqueduct      | États-Unis  | Allowance                   |             | 1 200 m     | J. Vásquez   | 1er / 5     | 4 ¾         | Sir Ivor's Sorrow     |
| 30 avril    | Aqueduct      | États-Unis  | Comely Stakes               | Gr. 3       | 1 400 m     | J. Vásquez   | 1er / 5     | 7 ¾         | Aunt Jin              |
| 10 mai      | Aqueduct      | États-Unis  | Acorn Stakes                | Gr. 1       | 1 600 m     | J. Vásquez   | 1er / 7     | 8 ¼         | Somethingregal        |
| 31 mai      | Aqueduct      | États-Unis  | Mother Goose Stakes         | Gr. 1       | 1 800 m     | J. Vásquez   | 1er / 7     | 13 ½        | Sweet Old Girl        |
| 21 juin     | Belmont Park  | États-Unis  | Coaching Club American Oaks | Gr. 1       | 2 400 m     | J. Vásquez   | 1er / 7     | 2 ¾         | Equal Change          |
| 6 juillet   | Belmont Park  | États-Unis  | Match race                  |             | 2 000 m     | J. Vásquez   | DNF         |             | Foolish Pleasure      |

## Postérité
Ruffian, fut enterrée sur l'hippodrome de Belmont Park, le bout de son nez dirigé vers la ligne d'arrivée. Sa mort suscita une vive réaction du public et créa une polémique sur la santé des pur-sang. Elle permit certains progrès dans le domaine vétérinaire, notamment le traitement post-opératoire. Pour éviter aux chevaux de briser leur plâtre, comme le fit Ruffian et comme ils le font spontanément, la "recovery pool" a été inventée, qui permet à l'équidé de se réveiller après l'anesthésie suspendu dans une piscine d'eau chaude. Par ailleurs, certaines pratiques d'élevage furent remises en question. Le père comme la mère de Ruffian avaient des membres fragiles, et tous deux moururent de blessures aux jambes. L'omniprésence de Native Dancer, le père de la mère de Ruffian, soupçonné de transmettre sa fragilité osseuse, fut également relevée. En 2008, la mort d'une autre championne, Eight Belles, relança le débat : celle-ci était inbred 6x5x5x6 sur Native Dancer, c'est-à-dire que l'étalon revenait quatre fois dans son pedigree, notamment via son fils Raise a Native, présent deux fois et lui aussi fragile des jambes. 
Ruffian est très connue aux États-Unis, où le centre vétérinaire de Belmont Park porte son nom. De nombreux livres lui ont été consacrés (Ruffian, Burning from the Start ; Ruffian, A Racetrack Romance ; Ruffian: Horse Racing's Black Beauty ; ou le recueil de la poétesse Lyn Lifshin, The Licorice Daughter, My Year with Ruffian) et un téléfilm, Ruffian, réalisé en 2007 par Yves Simoneau avec Sam Shepard, retrace son histoire. À l'été 1975, Joan Baez lui rendit hommage en lui dédiant son interprétation de la chanson traditionnelle "Stewball".

## Origines
Ruffian est le joyau de Reviewer, ressortant de la première génération produite par ce cheval appartenant à Ogden Phipps, qui avait beaucoup de vitesse et des jambes fragiles. Reviewer n'était pas un champion mais remporta quelques belles courses comme le Nassau County Handicap, où il établit un record sur les 1 400 mètres de Belmont Park. Sa carrière fut interrompue par une fracture et d'ailleurs il mourut jeune, à 11 ans des suites d'une nouvelle fracture dans son paddock de Claiborne Farm. Il eut tout de même le temps d'engendrer une autre championne, Revidere, 3 ans de l'année en 1976, qui remporta les Coaching Club American Oaks et, ça ne s'invente pas, la première édition des Ruffian Stakes, créés en l'honneur de sa grande sœur.  
Shenanigans, la mère de Ruffian, était une fille de bonne famille et fut une excellente poulinière, dont les six produits ont gagné : Buckfinder (par Buckpasser), remporta le William DuPont Jr. Handicap (Gr.2), de même que Icecapade (par Nearctic), qui s'adjugea aussi le Nassau County Handicap (Gr.3), tandis que sa fille Laughter donna Private Terms, lauréat des Wood Memorial Stakes. Shenanigans était par ailleurs la sœur de The Irishman, deuxième du Vosburgh Handicap. Leur mère, Bold Irish, était la sœur de Bold Irishman (par Sir Gallahad), qui remporta le Pimlico Futurity et se classa deuxième des Champagne Stakes, et une fille de Erin, lauréate des Gazelle Stakes et troisième des Coaching Club American Oaks.

### Pedigree
| Origines de Ruffian (USA), pouliche baie brune née en 1972 | Origines de Ruffian (USA), pouliche baie brune née en 1972 | Origines de Ruffian (USA), pouliche baie brune née en 1972 | Origines de Ruffian (USA), pouliche baie brune née en 1972 |
| ---------------------------------------------------------- | ---------------------------------------------------------- | ---------------------------------------------------------- | ---------------------------------------------------------- |
| Père Reviewer                                              | Bold Ruler                                                 | Nasrullah                                                  | Nearco                                                     |
| Père Reviewer                                              | Bold Ruler                                                 | Nasrullah                                                  | Mumtaz Begum                                               |
| Père Reviewer                                              | Bold Ruler                                                 | Miss Disco                                                 | Discovery                                                  |
| Père Reviewer                                              | Bold Ruler                                                 | Miss Disco                                                 | Outdone                                                    |
| Père Reviewer                                              | Broadway                                                   | Hasty Road                                                 | Roman                                                      |
| Père Reviewer                                              | Broadway                                                   | Hasty Road                                                 | Traffic Court                                              |
| Père Reviewer                                              | Broadway                                                   | Flitabout                                                  | Challedon                                                  |
| Père Reviewer                                              | Broadway                                                   | Flitabout                                                  | Bird Flower                                                |
| Mère Shenanigans                                           | Native Dancer                                              | Polynesian                                                 | Unbreakable                                                |
| Mère Shenanigans                                           | Native Dancer                                              | Polynesian                                                 | Black Polly                                                |
| Mère Shenanigans                                           | Native Dancer                                              | Geisha                                                     | Discovery                                                  |
| Mère Shenanigans                                           | Native Dancer                                              | Geisha                                                     | Miyako                                                     |
| Mère Shenanigans                                           | Bold Irish                                                 | Fighting Fox                                               | Sir Gallahad                                               |
| Mère Shenanigans                                           | Bold Irish                                                 | Fighting Fox                                               | Marguerite                                                 |
| Mère Shenanigans                                           | Bold Irish                                                 | Erin                                                       | Transmute                                                  |
| Mère Shenanigans                                           | Bold Irish                                                 | Erin                                                       | Rosie O'Grady (famille 8-c)                                |